# Natalia Yurchenko
Pour les articles homonymes, voir Yurchenko.
Natalia Vladamirovna Yurchenko, née le 26 janvier 1965 à Norilsk (Union soviétique), est une gymnaste artistique soviétique.
Son nom est passé à la postérité car il désigne à la fois un élément de saut de cheval et un élément de poutre (en), dont elle est à l'origine.

## Biographie
Aux Championnats du monde de gymnastique artistique 1983 à Budapest, Natalia Yurchenko obtient deux médailles d'or, en concours général individuel et en concours général par équipes.
Le boycott soviétique des Jeux olympiques d'été de 1984 à Los Angeles l'empêche de participer à une compétition olympique. Aux Championnats du monde de gymnastique artistique 1985 à Montréal, elle remporte  une nouvelle médaille d'or en concours général par équipes. Cette année-là, elle décide de mettre un terme à sa carrière sportive.
En 1988, elle se marie avec le footballeur Igor Sklyarov, avec lequel elle a une fille, Olga, née en 1989.
En 1999, elle quitte la Russie avec sa famille pour s'installer aux États-Unis.
Elle entre à l'International Gymnastics Hall of Fame en 2014.